# Нытвенский металлургический завод
Нытвенский металлургический завод (Открытое акционерное общество «Нытва», НМЗ) — многопрофильное предприятие, расположен в городе Нытва Пермского края. НМЗ — градообразующее предприятие Нытвы (в нём работало до четверти населения города).

## История

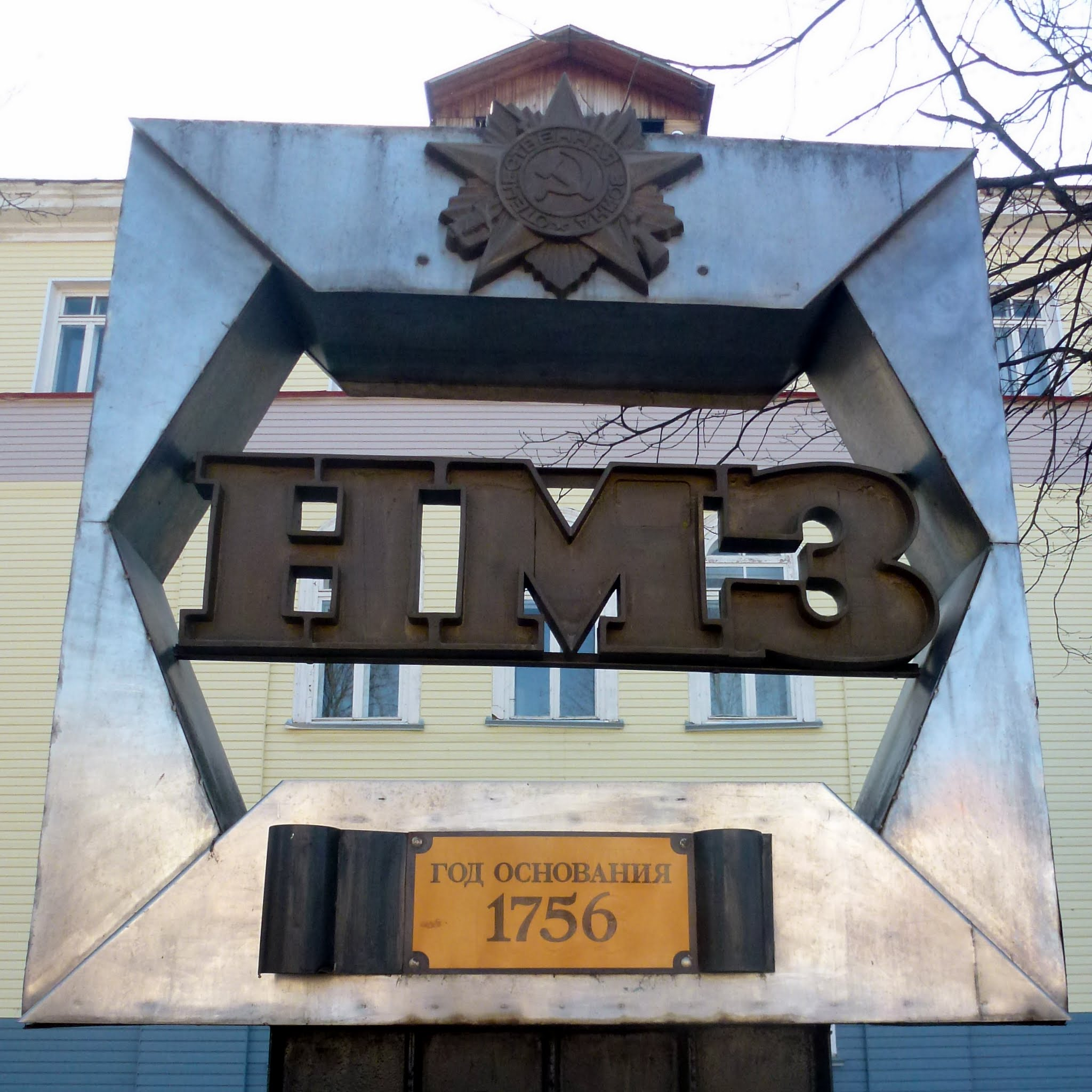
Стела с датой основания завода

Нытвенский металлургический завод был построен и освоен М. А. Строгановой по указу Берг-коллегии от 1756 года
- 1763 год — перешёл по наследству к А. А. Голициной (урожд. Строгановой). Медная руда доставлялась с отдалённых рудников (по рекам Яйве и Сылве), которые были быстро выработаны
- 1789 год — выплавка меди прекратилась
- 1768 год — построена домна, работавшая на руде, доставляемой сплавом по рекам Койве, Чусовой и Каме из дачи Кусье-Александровского завода
- 1788 год — доменная плавка остановлена вследствие затруднений с рудой, завод стал только железоделательным, получая чугун сплавом с названного и Архангело-Пашийского заводов[2].
- 1800 год — оборудование завода состояло из 12 кричных молотов и 12 горнов, резного и плющильного станов, распарной печи, гладильного молота, якорной «о двух горнах» кузницы и лесопилки
- 1860 год — имелось листокатальная (плющильный и резной станы, 4 распарных и 3 отражательных печи), 3 кузницы, механическая, слесарная и гвоздарная фабрики. Применялся контуазский (малокричный) способ передела железа. Нытвенский завод произвел (тыс. пуд.): в 1770 — чугуна 52 и железа 35, железа в 1800 — 87, в 1820 — 112, в 1840 — 163, в 1860 — 226.

После реформы Нытвенский завод развивался медленно, оборудование не обновлялось
- 1865 год — завод дал только 223 тысячи пудов железа
- С 1876 года — началось производство кровельного железа
- 1879 год — завод (в составе Нытвенского округа Голициных) был передан в аренду «Франко-Русскому Уральскому обществу»
- 1889 год — после ликвидации последнего завод передан «Камскому акционерному обществу железо- и сталеделательных заводов», с капиталом, размещённым во Франции, сроком на 40 лет
- 1886—1887 годы — в помощь заводу («Верхнему») были сооружены Средний и Нижний.
- 1895 год — проложена узкоколейная железная дорога.

- Конец XIX—начало XX веков — проведена реконструкция завода: перестроена плотина, построена ж.д. ветвь до ст. Чайковская, модернизировано энергетическое хозяйство (в 1907 году оно состояло из 10 турбин 600 л.с. и 10 паровых машин 304 л.с.), основным видом продукции в это время стало кровельное железо.

В годы первой мировой войны преобладало военное производство (снарядная сталь и снарядные стаканы, проволока и т.п.).
После окончания гражданской войны из-за отсутствия металла завод перешел на механическое производство.
- 1920—1924 годы — завод назывался Механическим заводом сельхозмашин и орудий обработки почвы, основной его продукцией стали плуги
- 1924 год — переход на выпуск кровельного железа
- 1931 год — начата коренная реконструкция завода
- 1932 год — введение цеха горячей прокатки, всё большую долю в производстве заняли биметаллические лист и проволока.

В годы Великой Отечественной войны завод значительно увеличил производство биметалла, наладил выпуск колпачков и другой продукции для нужд фронта
- К 1944 году объём производства возрос почти в 5 раз.
- После 1945 года — завод быстро перевёл производство на мирные рельсы, осваивается выпуск листа для автомобильной промышленности, товаров народного потребления (столовые и кухонные наборы, электродуховки и т. п.).
- 1970—1980-е годы — осуществляется новая реконструкция завода (новый цех биметаллического проката, цех ножей и вилок, цех по производству литья из алюминия, титана и магниевых сплавов и др.).
- 1980 год — завод дал: проката цветных металлов 35701 т, проката чёрных металлов 65104 т, ленты стальной холоднокатанной 39723 т, ложек, ножей, вилок из нержавеющей стали 17167 тыс. шт
- 1982 год — введен крупный высокоавтоматизированный комплекс, включивший прокатные станы «400» и «250»
- 1985 год — завод награждён орденом Отечественной войны 1 степени.
- 1988 год — начато производство изделий из металлических порошков, деталей к трактору К-700, мебельной фурнитуры, всего более 50 наименований.

После реформ начала 1990-х годов объёмы выпускаемой продукции на заводе резко снизились, как и численность работников. Однако за короткое время кризис был преодолён.
- С 1994 года — налажен выпуск заготовок для изделий Гознака из биметаллов и сплавов
- С 2000 года — освоен выпуск рондоли, организовано производство стрейч-плёнки. В те же годы завод успешно освоил производство оцинкованной ленты, устойчивой к коррозии.

Значительные качественные перемены произошли на производстве товаров народного потребления. Чтобы выйти на европейский рынок, было завязано деловое сотрудничество с итальянской фирмой [уточнить], которая за год производит столовых приборов больше, чем вместе взятые российские производители этой продукции. Было создано совместное производство, произведена значительная реконструкция цеха 13.
На двух международных выставках 2001 года изделия из Нытвы получили высокую оценку. Двумя годами раньше заслуги нытвенских умельцев были отмечены почётным призом «За качество» Парижской международной выставки.
Ныне Нытвенский завод — самый крупный на Урале поставщик биметаллического проката и столовых приборов.

### Кризис
Источник.
К 2009 году завод пришёл в плачевном состоянии: из трёх основных цехов работал только один, выпускающий биметаллическую ленту, фирменный магазин по продаже столовых приборов продан частному лицу, из некогда работающих пяти тысяч человек на заводе осталось 1200, которые в основном находятся в оплачиваемых отпусках. Долг предприятия по договорам поручительства за другие предприятия группы составляет 2,5 млрд рублей, 330 млн рублей — собственные кредитные обязательства «Нытвы» перед банками. Просроченная кредиторская задолженность по отчёту за девять месяцев 2009 года составила более 507 млн руб. Главными кредиторами являются Волго-Вятский банк Сбербанка РФ (220 млн руб.), пермский филиал «Альфа-Банка») (109 млн руб.) и ООО «Эстар-Ресурс» (124,7 млн руб.). В 2009-2010 годах в отношении предприятия проводилась процедура банкротства.

## Собственники и руководство
Основные владельцы компании:
- ОАО «РТ-Проектные технологии» - 25 %;
- Unicope Ltd (Кипр) - 22,82 %;
- Deraven Ltd (Кипр) - 22,8 %;
- Stemvelko Ltd (Кипр) - 22,8 %;

Генеральный директор — Дмитрий Бутенко.

## Продукция
Основной продукцией прокатного производства является биметалл томпак-сталь-томпак, выпускаемый полосами и рулонами толщиной от 0,5 до 3,2 мм, биметалл никель-сталь-никель толщиной 0,4-1,5 мм, биметалл алюминий-сталь-алюминии толщиной 0,5-1,8 мм, триметалл томпак-сталь-никель толщиной 0,4-1,5 мм. Биметалл является полноценным заменителем цветных металлов и сплавов.
В большом объёме выпускается стальная холоднокатаная лента из низкоуглеродистых, углеродистых и нержавеющих марок сталей, горячекатанный лист из низкоуглеродистых марок сталей (толщина лент и листов от 0,5 до 6,3 мм). 